# Gokalpura
Gokalpura fou un estat tributari protegit de l'agència de Mahi Kantha a la presidència de Bombai. Estava format per 1 sol poble amb 184 habitants el 1901. El sobirà era el mateix que el de Tejpura. Els seus ingressos es comptaven amb els de Tejpura. Pagava un tribut de 42 rúpies al Gaikwar de Baroda.